# Mónica Alonso
Mónica Alonso Cendrero (Alcalá de Henares, Madrid; 19 de mayo de 1998) es una ex gimnasta rítmica española que fue componente de la selección nacional de gimnasia rítmica de España en modalidad de conjuntos. En 2012 fue campeona de España en categoría júnior.

## Biografía deportiva

### Inicios
Nacida el 19 de mayo de 1998 en la localidad madrileña de Alcalá de Henares, tiene dos hermanos, siendo ella la mediana. A los 9 años de edad, en 2007, entró en el club complutense C.G.R. Distrito III, donde fue entrenada por Olga Hinojosa. Su primera participación en un Campeonato de España Individual fue en 2009, donde quedó subcampeona de España en categoría alevín. Hacia 2010 empezó a ser gimnasta en seguimiento por la selección. En 2012 fue campeona de España en categoría júnior, siendo oro además en las cuatro finales. Ese mismo año fue convocada para participar como gimnasta suplente individual júnior en el Campeonato Europeo de Gimnasia Rítmica de 2012, disputado en Nizhni Nóvgorod. En 2013, obtuvo el subcampeonato de España en la general y la plata en tres finales. Ha participado en la Gala Euskalgym de 2012, 2013 y 2014.

### Etapa en la selección nacional

#### 2014 - 2015: etapa como individual sénior

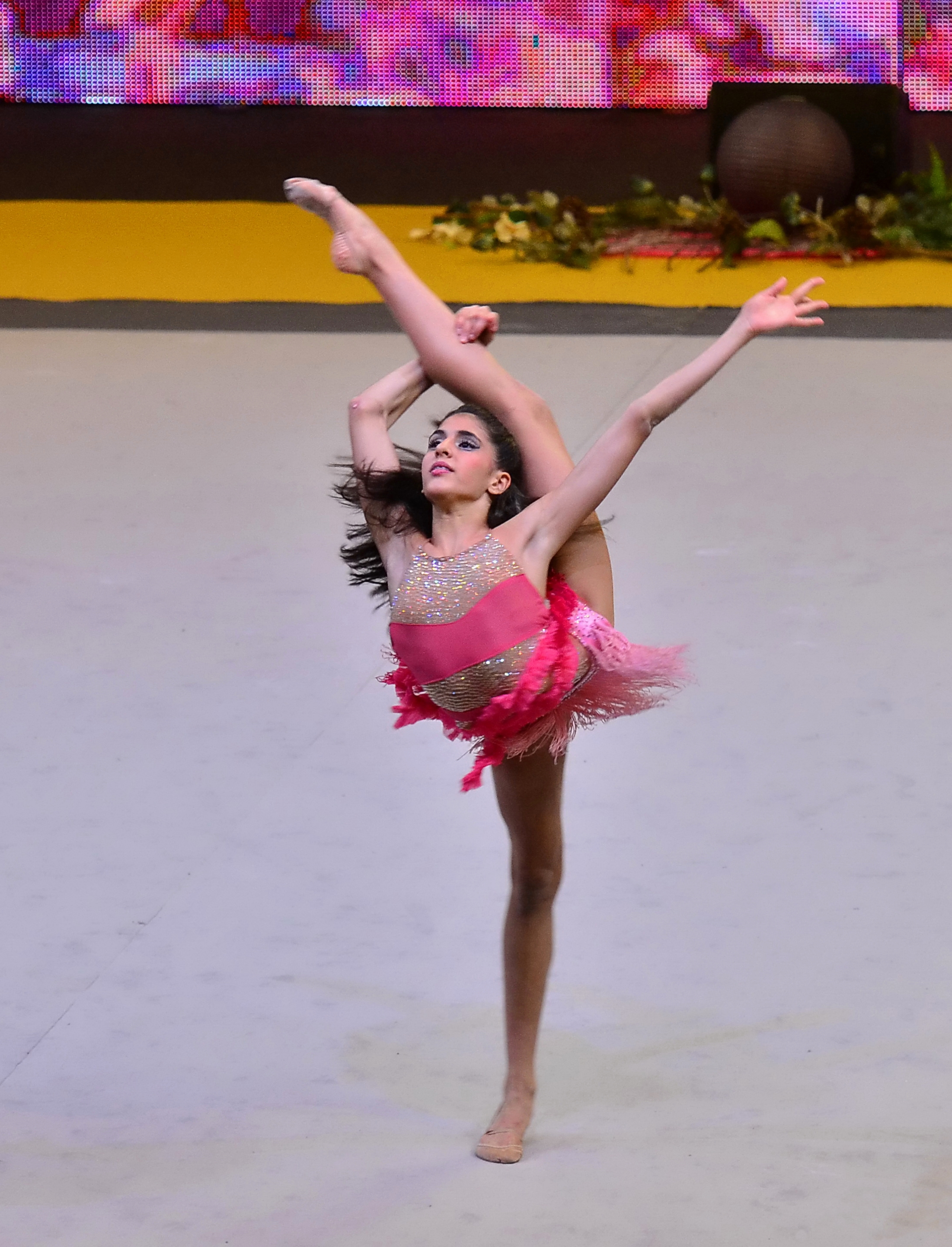
Mónica durante una exhibición en la Gala Euskalgym (2013).

En mayo de 2014 fue seleccionada, junto con Polina Berezina, para representar a España como individual sénior en la prueba de la Copa del Mundo de Corbeil-Essonnes, donde compitió por primera vez como gimnasta de la selección, obteniendo el puesto 45.º. Ese mismo año le fue concedida una beca de la Real Federación Española de Gimnasia para estar en concentración permanente como gimnasta individual dentro del programa deportivo del CSD. Aunque Mónica tenía la opción de entrenar en el CAR de San Cugat o en el CEARD de León, escogió la instalación leonesa. A partir de septiembre de 2014, pasó a entrenar en el CEARD bajo las órdenes de Ruth Fernández, dentro del grupo de trabajo junto a otras gimnastas individuales internacionales de la selección, como Carolina Rodríguez, Sara Llana y Andrea Pozo.
En abril de 2015 disputó la Copa de la Reina en Guadalajara, donde fue bronce por autonomías, en aro y en pelota, y plata en mazas. En junio de ese año, en el Campeonato de España de Clubes y Autonomías en Pontevedra, obtuvo junto a sus compañeras del Club Distrito III el bronce por equipos en categoría sénior, ascendiendo así a primera categoría de clubes. Además, logró en el mismo campeonato la plata por comunidades junto con los clubes de Torrejón y Alcobendas Chamartín. En el Campeonato de España Individual disputado igualmente en Pontevedra, fue 5ª en la general de la primera categoría, plata en la final de pelota y bronce en la de aro.

#### 2015 - presente: etapa en el conjunto sénior
El 5 de octubre de 2015 se confirmó su incorporación a los entrenamientos del conjunto español sénior en el CAR de Madrid a las órdenes de Anna Baranova y Sara Bayón, entrenando con la exitosa generación de gimnastas conocida como el Equipaso. El 23 de julio de 2016, Mónica realizó dos exhibiciones junto al conjunto español júnior en la Gala 20.º Aniversario de la Medalla de Oro en Atlanta '96, celebrada en Badajoz. Posteriormente, en septiembre el conjunto realizó exhibiciones durante la Semana Europea del Deporte celebrada en la Plaza de Colón de Madrid y en el acto Glamour Sport Summit en Madrid, y en octubre, en las jornadas de puertas abiertas del CAR de Madrid y en el Torneo Internacional Ciudad de Tarragona.
Para 2017 pasó a ser gimnasta titular del conjunto español sénior. Este año sería titular por lo general en los dos ejercicios. El 25 de marzo tuvo lugar su debut como titular del conjunto en el Grand Prix de Thiais. En esta competición el equipo fue 8º en la general y 4º en la final de 3 pelotas y 2 cuerdas. En el mes de abril disputaron la prueba de la Copa del Mundo de Pésaro (18º puesto en la general), la prueba de la Copa del Mundo de Taskent (9º puesto en la general y 6º puesto en la final de pelotas y cuerdas), y la prueba de la Copa del Mundo de Bakú (7ª posición en la general, 7ª en la final de 5 aros y 5ª en la final de cuerdas y pelotas). El 14 de mayo Alonso logró su primera medalla oficial internacional, al obtener el bronce en 5 aros en la Copa del Mundo de Portimão. En la general el equipo fue 4º, misma posición que logró en la final de 3 pelotas y 2 cuerdas. El conjunto estaba integrado por Mónica, Victoria Cuadrillero, Clara Esquerdo, Ana Gayán, Lía Rovira y Sara Salarrullana. Desde la Copa del Mundo de Guadalajara el equipo español estuvo formado por Mónica, Victoria Cuadrillero, Clara Esquerdo, Ana Gayán, Alba Polo y Lía Rovira. En la clasificación general finalizaron en 6.ª posición y en la final del ejercicio mixto de cuerdas y pelotas terminaron en la 8ª. Del 11 al 13 de agosto participaron en la última Copa del Mundo antes del Mundial, celebrada en Kazán (Rusia). Allí, el equipo consiguió la 5ª posición en la clasificación general y la 8ª posición en la final de 5 aros y del ejercicio mixto. El 2 de septiembre las componentes del conjunto disputaron el Mundial de Pésaro, su primer Campeonato del Mundo. En el ejercicio mixto obtuvieron una nota de 16,150, y en el de 5 aros de 14,500 tras dos caídas de aparato, lo que hizo que se colocaran en el 15º puesto en la general y que no pudieran clasificarse para ninguna final por aparatos.
En marzo de 2018 el conjunto inició la temporada en el Trofeo Ciudad de Desio, disputando un encuentro bilateral con Italia en el que obtuvo la plata. Una lesión de Clara Esquerdo en el pie a mediados de marzo provocó que el conjunto no pudiera participar en el Grand Prix de Thiais. Posteriormente disputó la Copa del Mundo de Sofía, ocupando el 10º puesto en la general. A mediados de abril, en la Copa del Mundo de Pésaro, el equipo logró la 6º posición en la general, la 8ª en aros y la 7ª en el mixto, mientras que en mayo, en la Copa del Mundo de Guadalajara ocuparon la 10.ª plaza en la general y la 6ª en la final de 3 pelotas y 2 cuerdas. A inicios de junio participó en el Campeonato Europeo de Guadalajara, el primer Europeo celebrado en España desde 2002. En el mismo ocuparon la 5ª plaza en la general y la 6ª tanto en la final de aros como en la del mixto. A finales de agosto compitió en la prueba de la Copa del Mundo de Minsk, donde obtuvo la 6.ª posición en la general, la 7ª en aros y la 6ª en el mixto. Una semana después, en la prueba de la Copa del Mundo de Kazán, lograron la 10.ª plaza en la general y la 7ª en aros. A mediados de septiembre el conjunto disputó el Mundial de Sofía. En el ejercicio de 5 aros obtuvieron una nota de 14,450 tras varias caídas de aparato, mientras que en el mixto lograron una puntuación de 19,150, lo que hizo que se colocaran en el 20º puesto en la general. En la final del mixto ocuparon la 8º plaza con 19,800. El equipo estuvo formado en este campeonato por Alonso, Victoria Cuadrillero, Clara Esquerdo, Ana Gayán, Alba Polo y Sara Salarrullana.
El 27 de septiembre de 2018 fue operada en la Clínica Cemtro de Madrid. Los doctores Manuel Leyes y Tomás Roca le realizaron una artroscopia en su pie derecho, interviniéndole un os trigonum que le irritaba el tendón flexor largo del hallux. Se calculó que el tiempo de recuperación sería de unos 3 meses.

### Retirada de la gimnasia
El 29 de mayo de 2019 la RFEG anunció oficialmente su retirada de la competición junto a la de las gimnastas Lía Rovira y Tania Kaute.

## Música de los ejercicios
| Año                             | Aparatos                                                                                            | Música |
| ------------------------------- | --------------------------------------------------------------------------------------------------- | --- |
| 2009 (Individual alevín)        | Pelota                                                                                              | Medley de varias versiones de temas infantiles: «Susanita» y «Mi barba tiene tres pelos» de Los Payasos de la Tele y «Vamos a la cama» de Familia Telerín. |
| 2011 - 2012 (Individual júnior) | Pelota                                                                                              | «Largo [Harpsichord Concerto No. 5 in F minor BWV 1056]» de The Swingle Singers, inspirado en el Largo del Concierto para clave n.º 5 en fa menor, BWV 1056 de Johann Sebastian Bach. |
| 2012 (Individual júnior)        | Cinta                                                                                               | Versión para violín y piano de «I Will Survive» de Gloria Gaynor. |
| 2012 (Individual júnior)        | Mazas                                                                                               | «Nel blu dipinto di blu» de Domenico Modugno, en la versión de Gipsy Kings. |
| 2012 (Individual júnior)        | Ejercicio de exhibición (Manos libres)                                                              | «Nel blu dipinto di blu» de Domenico Modugno, en la versión de Gipsy Kings. |
| 2013 (Individual júnior)        | Pelota                                                                                              | «Padam… padam…» de Édith Piaf. |
| 2014                            | Ejercicio de exhibición (Manos libres)                                                              | «Déjame verte» de Diego Martín y El sueño de Morfeo. |
| 2014                            | Cinta                                                                                               | Medley de varios temas, entre ellos: «Czardas» de Ekaterina Tsvetaeva, «Diamonds Are a Girl's Best Friend» en la versión cantanda por Marilyn Monroe y Christina Aguilera para la película Burlesque, o «Carnaval de París» de Dario G.                                                                |
| 2014                            | Pelota                                                                                              | «Ave María» de Naoko Terai, versión del aria homónima de Vladímir Vavílov (atribuida erróneamente a Giulio Caccini). |
| 2014 - 2015                     | Aro                                                                                                 | «La foule» de Édith Piaf. |
| 2015                            | Pelota                                                                                              | «Twinkle Lullaby» de The Piano Guys. |
| 2016                            | Ejercicio de exhibición (6 aros) en Gala 20.º Aniversario de la Medalla de Oro en Atlanta '96       | Medley de varias canciones pertenecientes a musicales norteamericanos, principalmente «America», compuesta por Leonard Bernstein e incluida en West Side Story, o «I Got Rhythm» y «Embraceable You», temas creados por George Gershwin y que aparecieron en la banda sonora de Un americano en París. |
| 2016                            | Ejercicio de exhibición (Manos libres) en Gala 20.º Aniversario de la Medalla de Oro en Atlanta '96 | «Canción del toreador» de la ópera Carmen de Georges Bizet. |
| 2017                            | 5 aros                                                                                              | «Torn (Redux)» de Nathan Lanier, perteneciente a la banda sonora de High Strung. |
| 2017                            | 3 pelotas y 2 cuerdas                                                                               | Medley de los temas «Agua que va a caer» y «Oriza» de Ismael Rivera y Rafael Cortijo, «Aquí el que baila gana» de Fania All-Stars y «Para gozar» de Samba Squad. |
| 2018                            | 5 aros                                                                                              | «Final y "A ciegas"», interpretada por Miguel Poveda y compuesta por Alberto Iglesias para la banda sonora de Los abrazos rotos. |
| 2018                            | 3 pelotas y 2 cuerdas                                                                               | «Kairos» de Derek Hough y Lindsey Stirling. |

## Palmarés deportivo

### Selección española
| 2014 - Prueba de la Copa del Mundo en Corbeil-Essonnes 45.º puesto en concurso general 2017 - Grand Prix de Thiais 8º puesto en concurso general 4º puesto en 3 pelotas y 2 cuerdas - Prueba de la Copa del Mundo en Pésaro 18º puesto en concurso general - Prueba de la Copa del Mundo en Taskent 9º puesto en concurso general 6º puesto en 3 pelotas y 2 cuerdas - Prueba de la Copa del Mundo en Bakú 7º puesto en concurso general 7º puesto en 5 aros 5º puesto en 3 pelotas y 2 cuerdas - Prueba de la Copa del Mundo en Portimão 4º puesto en concurso general Bronce en 5 aros 4º puesto en 3 pelotas y 2 cuerdas - Prueba de la Copa del Mundo en Guadalajara 6º puesto en concurso general 8º puesto en 3 pelotas y 2 cuerdas - Prueba de la Copa del Mundo en Kazán 5º puesto en concurso general 8º puesto en 5 aros 8º puesto en 3 pelotas y 2 cuerdas - Campeonato del Mundo de Pésaro 15º puesto en concurso general | 2018 - Trofeo Ciudad de Desio / Encuentro bilateral Italia - España Plata en concurso general - Prueba de la Copa del Mundo en Sofía 10º puesto en concurso general - Prueba de la Copa del Mundo en Pésaro 6º puesto en concurso general 8º puesto en 5 aros 7º puesto en 3 pelotas y 2 cuerdas - Prueba de la Copa del Mundo en Guadalajara 10º puesto en concurso general 6º puesto en 3 pelotas y 2 cuerdas - Campeonato de Europa de Guadalajara 5º puesto en concurso general 6º puesto en 5 aros 6º puesto en 3 pelotas y 2 cuerdas - Prueba de la Copa del Mundo en Minsk 6º puesto en concurso general 7º puesto en 5 aros 6º puesto en 3 pelotas y 2 cuerdas - Prueba de la Copa del Mundo en Kazán 10º puesto en concurso general 7º puesto en 5 aros - Campeonato del Mundo de Sofía 20º puesto en concurso general 8º puesto en 3 pelotas y 2 cuerdas |